# Люй Гуан
Люй Гуа́н (кит. 呂光, пиньинь Lǚ Guāng, 337—400), взрослое имя Шими́н (世明) — основатель государства Поздняя Лян; храмовое имя — Тай-цзу (太祖), посмертное имя — Иу-хуанди (懿武皇帝).

## Биография

### На службе у Ранней Цинь
Люй Гуан был дисцем. Он родился в 337 году, когда его отец Люй Полоу служил у Пу Хуна (впоследствии сменившего фамилию с Пу на Фу) — полководца государства Поздняя Чжао. Когда Фу Цзянь (I) (сын Пу Хуна) основал государство Ранняя Цинь, то Люй Пулоу служил у его племянника — Дунхайского князя Фу Цзяня (II). В 357 году Дунхайский князь сверг занимавшего тогда трон Фу Шэна и стал императором сам, а Люй Пулоу стал одним из его доверенных советников. Люй Гуана в то время не сильно уважали, так как учёбе он предпочитал охоту и верховую езду, однако главный министр Ван Мэн всё же сделал его генералом.
Люй Гуан впервые прославился в 358 году, когда воюя против Чжан Пина он разгромил и убил его приёмного сына Чжан Хао. Когда в 367 году подняли восстание императорские родственники Фу Соу, Фу Лю, Фу У и Фу Шуан, то Люй Гуан стал одним из тех, кого послали против Фу У и Фу Шуана, и он внёс большой вклад в подавление восстания. В 370 году он принял участие в кампании, уничтожившей государство Ранняя Янь и получил титул «Дутинского хоу» (都亭侯).
В 378 году Люй Гуан служил у Бэйхайского князя Фу Чуна (племянника императора), который был губернатором провинции Юйчжоу и, в частности, отвечал за важный город Лоян. Узнав, что Фу Чун замыслил восстать, император приказал Люй Гуану арестовать его, что и было сделано. Однако в 380 году император поставил Фу Чуна во главе Цзичэна. Когда Фу Чун восстал вместе со своим братом Фу Ло, Люй Гуан был в числе тех, кого бросили на подавление восстания. Ему удалось разгромить и убить Фу Чуна, что привело к капитуляции Фу Ло.
В 382 году в ответ на просьбу правителей государств Шаньшань и Чэши император направил Люй Гуана во главе армии из 100.000 пехотинцев и 5.000 всадников в Западный край, чтобы образовать там губернаторство как во времена империи Хань. Армия вышла из циньской столицы города Чанъань весной 383 года, и в 384 году Западный край уже был готов полностью официально признать власть Ранней Цинь, но в это время сама Ранняя Цинь начала разваливаться после поражения в битве при реке Фэй от армии империи Цзинь. Люй Гуан тем временем находился в покорённом им государстве Куча, где повстречался с Кумарадживой. Узнав о происходящем в империи, он было решил остаться в Куче, но Кумараджива отговорил его, сказав, что Куча — несчастливое место, и что он сможет найти себе пристанище восточнее. Послушавшись его, Люй Гуан в 385 году двинулся на восток, взяв с собой всю добычу, полученную им в Западном крае.
Лян Си — циньский губернатор провинции Лянчжоу — отказался пускать Люй Гуана на подвластную ему территорию, но Люй Гуан всё-таки вступил в Лянчжоу со своими войсками, быстро взял столицу провинции город Гуцзан, после чего занялся покорением местных мелких властителей. В 386 году, узнав о смерти Фу Цзяня, Люй Гуан сменил название эры правления — этот момент считают основанием государства Поздняя Лян (хотя Люй Гуан и не делал никаких заявлений о независимости).

### Укрепление Поздней Лян
С наступлением 387 года Люй Гуан провозгласил себя «Цзюцюаньским гуном» (酒泉公) и начал укреплять свою власть над территорией провинции Лянчжоу не обращая внимания на ту борьбу, которую остатки государства Ранняя Цинь вели с государством Поздняя Цинь. Осенью 387 года он схватил и казнил Чжан Даюя — сына последнего правителя государства Ранняя Лян Чжан Тяньси. В 389 году Люй Гуан провозгласил себя Саньхэским князем (三河王).
В 391 году Люй Гуан предпринял неожиданное нападение на государство Западная Цинь, правитель которого Цифу Ганьгуй был занят борьбой с восставшим Мо Иганем, однако Цифу Ганьгуй быстро отреагировал на нападение, и Люй Гуану пришлось отступить. Однако это привело к ряду сражений между Поздней Лян и Западной Цинь.
В 394 году Люй Гуана признал своим сюзереном сяньбийский вождь Туфа Угу. Осенью 395 года Люй Гуан предпринял крупное наступление на Западную Цинь, и Цифу Ганьгуй также признал себя его вассалом (вскоре, правда разорвав вассальные узы).
В 396 году Люй Гуан провозгласил себя «небесным князем» (то есть, практически, императором).

### Постепенный упадок Поздней Лян
Решив наказать Цифу Ганьгуя, Люй Гуан предпринял крупное наступление на Сичэн — столицу Западной Цинь. Цифу Ганьгуй, однако, смог заманить в ловушку и уничтожить генерала Люй Яня — брата Люй Гуана, и лянские войска были вынуждены вернуться к себе. Вскоре после этого Туфа Угу провозгласил независимость от Поздней Лян и основал государство Южная Лян.
После смерти Люй Яня Люй Гуан поверил в ложные обвинения против его помощников — братьев Цзюйцюй Лочоу и Цзюйцюй Цюйчжоу — и казнил их. Их племянник Цзюйцюй Мэнсюнь поднял восстание гуннских племён. Люй Гуан послал против него Люй Цзуаня, но пока Люй Цзуань преследовал того в горах — его двоюродный брат Цзюйцюй Наньчэн осадил административный центр округа Цзянькан. Цзюйцюй Наньчэну удалось уговорить Дуань Е (правителя округа Цзянькан) присоединиться к восстанию, и тот провозгласил себя Цзяньканским князем, тем самым основав государство Северная Лян. Одновременно в столичном Гуцзане поднял восстание предсказатель Го Нэнь, к которому присоединился генерал Ян Гуй, и Люй Цзуаню пришлось бросать всё и возвращаться в столицу. Мятеж Яна и Го был подавлен, однако с этого момента Поздняя Лян стала объектом постоянных нападений со стороны Южной Лян, Северной Лян и Западной Цинь.
В 400 году Люй Гуан тяжело заболел, и велел сыну Люй Шао занять трон и взять себе титул «небесный князь». Вскоре после этого он скончался.